# Эндрюс, Генри Кренк
Генри Кренк Эндрюс (англ. Henry Cranke Andrews, ок. 1770 — ок. 1830) — британский ботаник, ботанический иллюстратор и гравёр.

## Биография

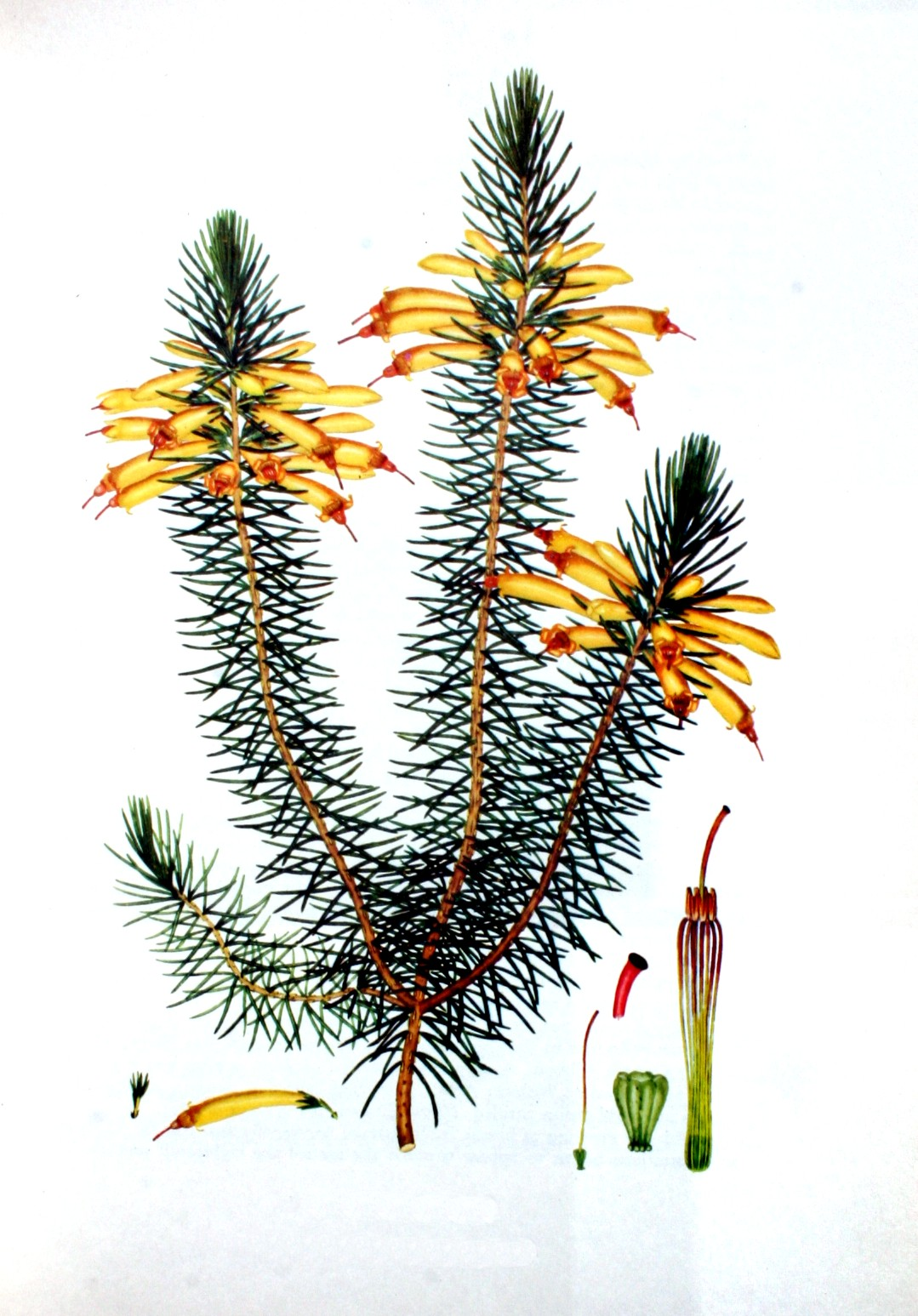
Erica grandiflora. Иллюстрация из работы «Coloured Engravings of Heaths», том 1

Генри Эндрюс родился около 1770 года.
Был чрезвычайно талантливым ботаническим иллюстратором. Необычность его творчества заключалась в том, что он был не только художником-иллюстратором, но и гравёром, а также колористом. Эндрюс  создавал свои произведения в те времена, когда большинство ботанических художников-иллюстраторов работали только с фильерами. Период его активной деятельности был с 1794 по 1830 года. Он внёс значительный вклад в ботанику, описав множество видов растений.
Умер около 1830 года.
До 2007 года был известен как Henry Charles Andrews, поскольку использовал запись имени в виде "Henry C. Andrews".

## Научная деятельность
Специализировался на семенных растениях.

## Научные работы
- Coloured Engravings of Heaths. The drawings taken from living plants only. With the appropriate specific character, full description, native place of growth, and time of flowering of each; in Latin and English. Each figure accompanied by accurate dissections of the several parts … upon which the specific distinction has been founded, according to the Linnæan system. 1794—1830, 4 тома.
- The Botanist’s Repository for new, and rare plants. Containing coloured figures of such plants … botanically arranged after the sexual system of … Linnæus, in English and Latin. To each description is added, a short history of the plant …. London 1797—1814, 10 томов.
- The Heathery. 1804—1812, 6 томов.
- Geraniums: or, a Monograph of the Genus Geranium, containing coloured figures of all the known species. London 1805—1806, 2 тома.
- Roses. 1805—1828.

## Почести
Род растений Andreusia Vent. был назван в его честь.